# Яяти
Яяти — в индуизме пятый царь Лунной династии, сын Нахуши, легендарный предок богов и героев. Имел пятерых сыновей. От его старшего сына Яду, не согласившегося уступить отцу свою молодость, пошёл род Ядавов (в котором родился Кришна), от согласившегося праведного Пуру (младшего сына) — род Пауравов, то есть Пандавов и Кауравов.

## Легенда
Когда жена Яяти Деваяни узнала, что он изменяет ей с её служанкой Шармиштхой, она пожаловалась на мужа своему отцу, могущественному брахману Шукре. Тот проклял Яяти, который сразу же стал дряхлым стариком. Однако потом Шукра, вняв мольбам Яяти, разрешил царю обменять свою старость на молодость любого из своих сыновей. если тот на это согласится. Из пятерых сыновей — Яду и Турвасу (рождённых Деваяни), Друхью, Анудрухью и Пуру (чьей матерью была Шармиштха) — только младший решился отдать свою молодость отцу. Яяти 1000 лет наслаждался юностью своего младшего сына, но затем вернул её обратно, а вместе с ней передал Пуру своё царство.